# Magyar Aluminium
Magyar Aluminium (MAL) ou Alumínium Termelő és Kereskedelmi Rt, fait partie d'un grand consortium industriel hongrois (trust) dit « Magyar Alumíniumipari Tröszt » . 

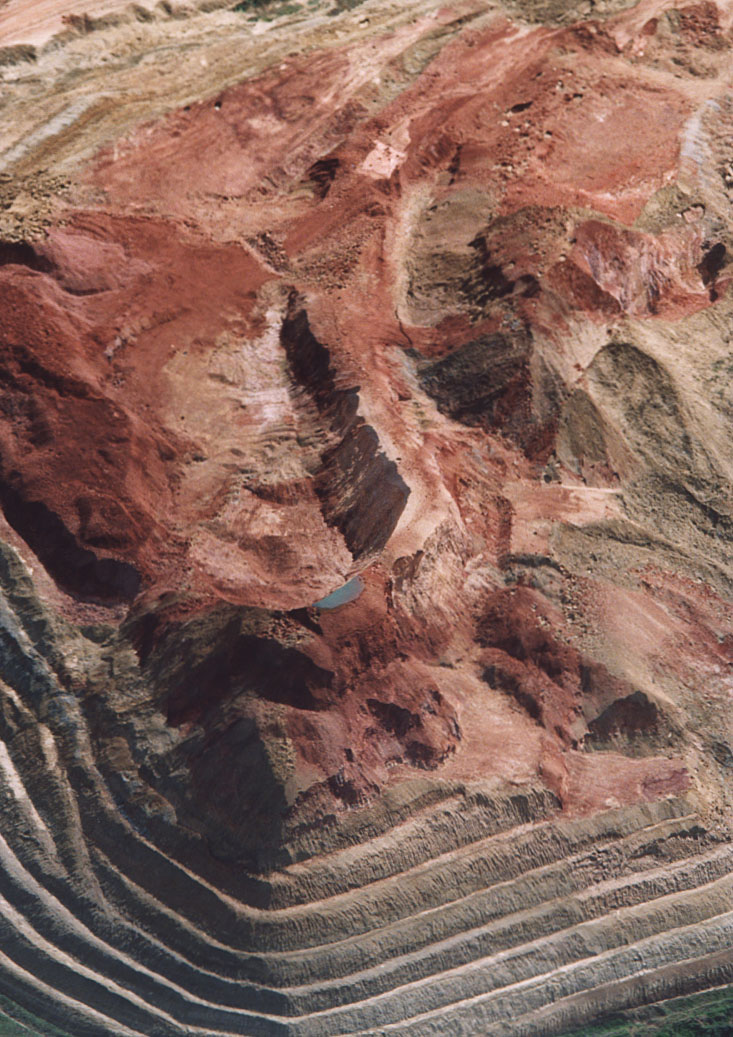
Mine de bauxite à ciel ouvert à Gánt, en Hongrie

MAL est le premier opérateur hongrois dans le domaine de la métallurgie et du traitement de la bauxite (par le procédé Bayer), et dans la production d'alumine et de produits dérivés de l'aluminium, à partir de minerais (bauxites) hongrois et importés. 

'Magyar Aluminium' est leader dans son domaine en Europe centrale. 

Il valorise aussi le gallium extrait du minerai lors du process.

Son siège social est à Budapest
Magyar Aluminium est notamment propriétaire et gestionnaire du site industriel d'Ajka, vaste usine de production d'aluminium, construite en 1942. C'est une ancienne entreprise d'État, autrefois contrôlée par le régime communiste, qui devait notamment répondre aux besoins de l'ex-URSS. Un groupe d'investisseurs privés l'a rachetée après 1990, après la chute du régime communiste. 

Cette usine s'est fait connaitre du monde entier par une catastrophe industrielle survenue le 4 octobre 2010 à la suite de la rupture d'une digue d'un bassin de rétention de boues rouges.

## Productions
La spécialité du trust est le raffinage de la bauxite, et la production d'alumine et d'aluminium. 

Le Trust produit de nombreux dérivés de l'alumine ; hydrates d'alumine, zéolite, alliages de fonderie à base d'aluminium, alumine non métallurgique qu'on trouve dans des produits aussi divers que certains semi-conducteurs, des tuiles ou carreaux céramiques, du marbre artificiel, des matériaux réfractaires, des poudres à laver, des tableaux de bord, des tapis, des produits sanitaires.

## Contexte historique
Les procédés permettant d'extraire l'aluminium de son minerai (la bauxite) sont relativement récents. 
Ce n'est qu'en 1855 que le premier lingot d'aluminium a pu être présenté, à l'exposition universelle. 
Les premières techniques d'extraction étaient financièrement exorbitantes (le premier kg produit a couté 40 000 Francs de l'époque).
En Europe l'extraction de la bauxite a débuté en Transylvanie, et s'est fortement développée en Hongrie, qui dispose de ressources importantes, pour les besoins de la Seconde Guerre mondiale. Le Traité de Trianon qui a considéré les Hongrois et les Allemands comme les vaincus a privé la Hongrie de la possibilité de développer l'hydroélectricité ou d'accéder à des ressources en gaz peu cher, ou aux principales sources de bauxite (en Transylvanie). Ceci a freiné dans un premier temps le développement de l'industrie de l'aluminium en Hongrie. Mais avant la Seconde Guerre mondiale, en moins de 20 ans seulement, la Hongrie devient le second producteur européen derrière la France où Pechiney a développé la première filière industrielle européenne de l'aluminium . Un trust de la bauxite, présidé par Joseph (József) Hiller, contribue à organiser la filière  de 1930 à 1940. Cette progression de la Hongrie s'est poursuivie après-guerre pour notamment répondre aux besoins de reconstruction du pays.
Un groupe (Aluminium Tanacsado Iroda) a été créé par la firme Weiss Manfred és Femmuver Rt, tenant lieu de société de conseil en  matière aluminium, chargée de développer de nouveaux usages de l'aluminium transformés. 
En juillet 1963 un Trust de l’Aluminium Hongrois (Magyar Aluminiumipar Trost) se constitue et un centre d’application de l'aluminium est créé, toujours pour développer de nouveaux usages et produits à base d'aluminium ou d'alumine. 
Les plans triennaux et quinquennaux de l'Ex-URSS poussent la filière à se développer (par exemple, le second plan quinquennal demandait à la Hongrie d'augmenter de 50 % sa production d'aluminium en 5 ans (1956 – 1960) ,.
Dès la fin de la Seconde Guerre mondiale, le pays cherche à exporter des produits transformés et non de la bauxite ou des lingots. 

En 1947, la Hongrie a vendu pour environ 100 000 dollars d'aluminium à l'étranger, l'année suivante elle en obtient 10 fois cette somme. 
Magyar Alumíniumipari Trösztöt (MAT): en 1962, le gouvernement vise 50 % au moins des exportations d'aluminium sous forme de produits transformés, à l'URSS, mais aussi à de nombreux pays occidentaux (Royaume-Uni, Finlande, Israël, Pakistan, Suède, Brésil…). La filière hongroise utilise le brevet Bayer et entretient des relations d'échanges scientifiques et de transferts technologiques hors des pays de l'Est, dont avec le groupe français Cégédur (Accord de "know-how" signé entre France et Hongrie durant la guerre froide, à la fin des années 1960). 

En 1963, le ministre hongrois de l'industrie lourde crée un nouveau consortium : le Magyar Alumíniumipari Trösztöt (MAT).

L'industrie hongroise bien que liée par contrat avec l'URSS reste ouverte sur le monde, et conseille même des industriels occidentaux, dont par exemple l'italien Techmo, en 1970.
Avec la chute de l'URSS et de nombreux régimes communistes en Europe centrale, une vague de privatisation permet à un groupe d'investisseurs hongrois d'acheter l'usine d'Ajka. Pour ce faire, ils fondent en 1995 le groupe MAL.
Peu après l'accident d'octobre 2010, le journal hongrois Magyarhirlap rappelle que Árpád Bakonyi (le père du directeur de l'usine Z. Bakonyi) est l'un des trois gros investisseurs qui ont racheté l'usine lors de sa privatisation et qu'il est aussi un ancien oligarque qui avait antérieurement été directeur général de l'agence de privatisation hongroise, et directeur de l'usine d'État aluminium Hungalu. Les investisseurs auraient pris le contrôle du secteur de l'aluminium à faible coût en promettant de lutter contre la pollution de l'environnement qui s'étaient accumulée au fil des décennies.

## Perspectives et contexte économique
Malgré une progression du taux de recyclage, l'Europe importe dans les années 2000-2010 environ 5 millions de t/an d'aluminium et en consomme plus du double (12,5 Mt/an) . Le procédé électrochimique rend les aluminiers très dépendants de l'électricité (c'est une des raisons pour lesquelles Pechiney s'est installé à côté de la centrale nucléaire de Gravelines en France ; « Le prix de l'électricité représente 35 à 40 % du coût d'un lingot » .

La tendance est à la délocalisation; la part européenne de la production mondiale d'aluminium tend à diminuer en raison des coûts de l'électricité et pourrait encore chuter si la Commission européenne confirme ses menaces de faire cesser les importantes subventions au prix de l'électricité (via des contrats « long terme » dont certains arrivent à échéance) dont bénéficient les aluminiers, ces subventions ou prix artificiellement bas étant considérés comme source de concurrence déloyale. L'américain Alcoa (leader mondial) a été condamné par l'Union européenne à rembourser des aides sur le prix de l'énergie, Selon l'industriel, les tarifs préférentiels  lui permettaient d'économiser 8 millions d'euros par mois. Il menace de fermer ses usines en Europe (600 000 t de capacités) et s'est associé au saoudien Ma'aden pour développer un projet de production de 740 000 tonnes, pour 10,8 milliards de dollars. L'usine Norsk Hydro de Neuss (Allemagne) se dit également menacée. 1 million de tonnes de capacités pourraient ainsi fermer en Europe selon le syndicat des aluminiers. La part de l'Europe des 27 dans la production mondiale était de 14 % en 2005 et de 11 % en 2009.

## L'accident de l'usine d'Ajka (4 octobre 2010)

Chemin pris par la coulée de boue après la rupture de digue du 4 octobre 2010, et position du département sur la carte de Hongrie

Il concerne l'usine d'Ajka (Ajkai Timfoldgyar Zrt, propriété de MAL Zrt), située à 160 km à l'ouest de Budapest, et à 40 km environ du lac Balaton). Cette usine qui emploie environ 1 100 personnes, utilise le procédé Bayer de dissolution de l'alumine de la bauxite par de la soude caustique NaOH à chaud pour produire de l'alumine (oxyde d’aluminium, de formule chimique Al2O3). 
Lundi 4 octobre 2010, à 12h10, l'une des digues du plus grand des bassins de rétention de l'usine s'est effondrée. 
Le bassin de stockage de boues industrielles laisse alors s'échapper un flot d'environ 700 000 m3 (soit moins que les 1,1 million de mètres cubes initialement annoncés) de boues rouges qui dévastent Kolontar, le village le plus proche, en submergeant une dizaine d'hectares. Des maisons et infrastructures sont également détruites ou très endommagée à Devecser et Somlóvásárhely. 
7 villages seront touchées par les boues qui ont tué 7 personnes dont une fillette de 14 mois, et qui en ont blessé  plus de 120 (bilan provisoire). Des brûlures chimiques de la peau et irritation ophtalmique affectent de nombreux blessés. 
La boue rouge perdue par le bassin est issue du traitement électrochimique de minerai de bauxite utilisés pour la production d'aluminium. 
Elle contient plusieurs métaux toxiques et elle est corrosive  pour la peau, et comprend probablement des fluorures toxiques provenant du process électrochimique d'extraction de l'aluminium. Les poussières que produit la boue en séchant sont également toxiques et corrosives pour la peau et les muqueuses si elles sont inhalées. La boue est composée d'oxyde de fer(III), d'alumine (Al2O3), de dioxyde de silicium (SiO2), de chaux vive (CaO ou oxyde de calcium, très corrosif), de dioxyde de titane(TiO2), d'oxyde de sodium (Na2O, qui réagit avec l'eau pour donner de l'hydroxyde de sodium. Son pH extrêmement élevé  la rend très caustique.). Selon Greenpeace, elle contient aussi des métaux lourds, mais l'Académie hongroise des sciences, d'après les premières données disponibles, a estimé que les taux de métaux des échantillons du  5 octobre restent inférieurs aux taux considérés comme dangereux pour l'environnement. Au contraire, Banlage Tömöri de Greenpeace estime que les résultats de ses premiers prélèvements dans les eaux hongroise sont préoccupants, notamment en raison de quantités inhabituellement élevées d'arsenic et de mercure. le 8 octobre, la boue arrivait au Danube, mais en partie inertée, et en partie très diluée dans l'eau au long de son parcours. Elle aurait tué l'intégralité de la faune de la rivière Marcal et gravement pollué la Raab, la faune et la flore de la rivière Marcal, Le WWF estime que les inspecteurs ont été négligents. (basée à Nicosia, Chypre et spécialisée dans les études de sécurité), en juin, plus de 3 mois avant que la digue ne cède. Le 9 octobre au matin, les résidents de Kolantar sont évacués car on craint une nouvelle rupture de digue qui pourrait laisser s'écouler une nouvelle vague de boue, beaucoup moins liquide cette fois (consistance de gâteau de riz), ce qui a incité l'État hongrois à construire en urgence une nouvelle digue en aval de l'usine.